# Polyartikulär
Polyartikulär (von griechisch πολύς (polýs) → „viel“; aus d. med. Terminologie „artikulär“ → „das Gelenk betreffend“; „mehrere Gelenke betreffend“) bezeichnet in der Medizin etwas, das sich auf viele Gelenke bezieht oder (wie Muskeln) auf mehrere Gelenke einwirkt.

## Anwendungsbeispiele
Die lange Sehne des Musculus biceps brachii entspringt an der Gelenkkapsel des Schultergelenkes, beugt aber auch das Ellenbogengelenk, und ist damit biartikulär. Die langen Fingerbeuger und -strecker, so der Musculus flexor digitorum superficialis oder der Musculus extensor digitorum, wirken neben dem Handgelenk auf zahlreiche Fingergelenke ein und sind damit polyartikulär.
Bei einer Entzündung eines Gelenkes, einer Arthritis, ist für die Differentialdiagnose besonders in Hinsicht auf rheumatische Erkrankungen wichtig, zu unterscheiden, ob nur ein Gelenk ("monoartikulär"), einige Gelenke ("oligoartikulär"), oder viele Gelenke ("polyartikulär") betroffen sind.